# Robert M. Wegner
Robert M. Wegner (pseudonim) – polski pisarz fantasy, autor cyklu Opowieści z meekhańskiego pogranicza.
Debiutował w 2002 r. opowiadaniem Ostatni lot Nocnego Kowboja opublikowanym w 19. numerze miesięcznika „Science Fiction”. Jego debiutem książkowym był wydany w 2009 zbiór Opowieści z meekhańskiego pogranicza. Północ–Południe, którego kontynuacją był wydany w 2010 zbiór Opowieści z meekhańskiego pogranicza. Wschód–Zachód. W 2012 r. ukazała się pierwsza powieść osadzona w zarysowanych wcześniej realiach Meekhanu pt. Niebo ze stali. Wszystkie te książki ukazały się nakładem wydawnictwa Powergraph.
W  2015 wydawnictwo Powergraph z okazji Dnia Dziecka zamieściło na swojej stronie humorystyczne opowiadanie Wegnera pt. Każdy dostanie swoją kozę, którego akcja rozgrywa się między drugim a trzecim opowiadaniem zbioru „Północ-Południe”.

## Nagrody
Sześciokrotny laureat Nagrody im. Janusza A. Zajdla. Pierwszy raz otrzymał ją za opowiadanie Wszyscy jesteśmy Meekhańczykami zamieszczone w zbiorze Opowieści z meekhańskiego pogranicza. Północ–Południe, w 2013 jako drugi pisarz w historii otrzymał Nagrody im. Janusza A. Zajdla w obu kategoriach – dla najlepszego opowiadania za utwór Jeszcze jeden bohater oraz najlepszej powieści za Niebo ze stali. Swoje osiągnięcie powtórzył trzy lata później, zdobywając statuetki za powieść Pamięć wszystkich słów oraz opowiadanie Milczenie owcy. W 2019 na Polconie w Białymstoku otrzymał szóstą statuetkę za powieść Każde martwe marzenie.
Dwukrotny laureat Sfinksa – za opowiadanie Najlepsze, jakie można kupić zamieszczone w zbiorze Opowieści z meekhańskiego pogranicza. Wschód–Zachód, oraz za powieść Niebo ze stali, która została uhonorowana Sfinksem dla najlepszej polskiej powieści 2012.
Trzykrotny laureat Srebrnego Wyróżnienia, przyznanego przez Jury Nagrody Literackiej im. Jerzego Żuławskiego za powieści Niebo ze stali w 2013, za Pamięć wszystkich słów w 2016 oraz za Każde martwe marzenie w 2019.
Na Euroconie 2014 otrzymał nagrodę Europejskiego Stowarzyszenia Science Fiction (ESFS) dla najbardziej obiecującego młodego twórcy – Encouragement Award.
W 2016 otrzymał szereg nagród i wyróżnień w Rosji. Opowieści z meekhańskiego pogranicza zostały wybrane przez magazyn „Мир Фантастики” Książką Roku, Fantasy Roku oraz Książką Roku według czytelników. Zostały również Książką Roku według magazynu Fantlab.ru.
W 2018 powieść Pamięć wszystkich słów została wybrana najlepszą powieścią autora zagranicznego w Rosji według magazynu Fantlab.ru.  
W 2020 otrzymał Arkę Bizantyjską (Lel), międzynarodową nagrodę literacką dla autorów zajmujących się gatunkami literatury popularnej i piszącymi w językach słowiańskich za powieść Każde martwe marzenie. Nagrodę wręczono w Moskwie podczas Humanitarian Industries International Forum.  

## Książki

### Powieści
| Tytuł                                                        | Wydawnictwo | Rok publikacji |
| ------------------------------------------------------------ | ----------- | -------------- |
| Niebo ze stali. Opowieści z meekhańskiego pogranicza         | Powergraph  | 2012           |
| Pamięć wszystkich słów. Opowieści z meekhańskiego pogranicza | Powergraph  | 2015           |
| Każde martwe marzenie. Opowieści z meekhańskiego pogranicza  | Powergraph  | 2018           |
| Dusza pokryta bliznami. Opowieści z mekhańskiego pogranicza  | Powergraph  |                |

### Zbiory opowiadań
| Tytuł                                                 | Wydawnictwo | Rok publikacji | Zawartość |
| ----------------------------------------------------- | ----------- | -------------- | --- |
| Opowieści z meekhańskiego pogranicza. Północ–Południe | Powergraph  | 2009           | PÓŁNOC. Topór i skała - Honor górala - Wszyscy jesteśmy Meekhańczykami - Szkarłat na płaszczu - Krew naszych ojców POŁUDNIE. Miecz i żar - Ponieważ kocham cię nad życie - Gdybym miała brata - Pocałunek skorpiona - Zabij moje wspomnienia |
| Opowieści z meekhańskiego pogranicza. Wschód–Zachód   | Powergraph  | 2010           | WSCHÓD. Strzała i wiatr - I będziesz murem - Najlepsze, jakie można kupić - Koło o ośmiu szprychach - Oto nasza zasługa ZACHÓD. Sztylet i morze - Światło na klindze miecza - Sakiewka pełna węży - Objęcia miasta - Rzeka wspomnień         |

### Opowiadania
| Tytuł                                                           | Miejsce publikacji                                      | Rok pierwszej publikacji | Uwagi                                                                            |
| --------------------------------------------------------------- | ------------------------------------------------------- | ------------------------ | -------------------------------------------------------------------------------- |
| Ostatni lot nocnego kowboja                                     | Science Fiction 9 (19/2002)                             | 2002                     |                                                                                  |
| Ponieważ kocham cię nad życie                                   | Science Fiction, Fantasy i Horror 2 (5/2005)            | 2005                     |                                                                                  |
| Ponieważ kocham cię nad życie                                   | Opowieści z meekhańskiego pogranicza.Północ–Południe    | 2005                     |                                                                                  |
| Honor górala                                                    | Science Fiction, Fantasy i Horror 8 (11/2006)           | 2006                     |                                                                                  |
| Honor górala                                                    | Opowieści z meekhańskiego pogranicza. Północ–Południe   | 2006                     |                                                                                  |
| Gdybym miała brata                                              | Science Fiction, Fantasy i Horror 12 (26/2007)          | 2007                     |                                                                                  |
| Gdybym miała brata                                              | Opowieści z meekhańskiego pogranicza. Północ–Południe   | 2007                     |                                                                                  |
| I będziesz murem                                                | Science Fiction, Fantasy i Horror 1 (15/2007)           | 2007                     |                                                                                  |
| I będziesz murem                                                | Opowieści z meekhańskiego pogranicza. Wschód–Zachód     | 2007                     |                                                                                  |
| Sen przedwiecznych                                              | Science Fiction, Fantasy i Horror 3 (17/2007)           | 2007                     | pierwsza część minipowieści                                                      |
| Przebudzenie                                                    | Science Fiction, Fantasy i Horror 4 (18/2007)           | 2007                     | druga i ostatnia część minipowieści                                              |
| Światło na klindze miecza                                       | Science Fiction, Fantasy i Horror 7 (21/2007)           | 2007                     |                                                                                  |
| Światło na klindze miecza                                       | Opowieści z meekhańskiego pogranicza. Wschód–Zachód     | 2007                     |                                                                                  |
| Najpiękniejsza historia wszystkich czasów                       | antologia Nowe idzie, Powergraph 2008                   | 2008                     |                                                                                  |
| Wszystkie dzieci Barbie                                         | Science Fiction, Fantasy i Horror 5 (31/2008)           | 2008                     |                                                                                  |
| Każdy dostanie swoją kozę! Opowieści z meekhańskiego pogranicza | Science Fiction, Fantasy i Horror 3 (42/2009)           | 2009                     |                                                                                  |
| Każdy dostanie swoją kozę! Opowieści z meekhańskiego pogranicza | darmowy ebook udostępniony przez Powergraph w 2019      | 2009                     |                                                                                  |
| Jeszcze jeden bohater                                           | antologia Herosi, Powergraph 2012                       | 2012                     |                                                                                  |
| Milczenie owcy                                                  | antologia Legendy polskie, Grupa Allegro 2015           | 2015                     |                                                                                  |
| Jeszcze może załopotać. Opowiadanie ze świata Meekhanu          | ebook wydany przez Powergraph w 2019                    | 2019                     |                                                                                  |
| Serce strzygi                                                   | antologia Antologia polskiego cyberpunka, Virtualo 2020 | 2020                     | opublikowane w formie książki papierowej, ebooka i superprodukcji audio Empik Go |
| Requiem dla pana S.                                             | antologia Frostpunk. Antologia, Znak Literanova 2024    | 2024                     |                                                                                  |

### Przekłady na języki obce
| Utwór                                                        | Język przekładu | Tłumacz                | Tytuł przekładu                                                       | Wydawca                              | Rok wydania |
| ------------------------------------------------------------ | --------------- | ---------------------- | --------------------------------------------------------------------- | ------------------------------------ | ----------- |
| Opowieści z meekhańskiego pogranicza. Północ–Południe        | czeski          | Pavel Weigel           | Sekera a skála, meč a žár: příběhy z meekhánského pohraničí sever-jih | Laser-books                          | 2011        |
| Opowieści z meekhańskiego pogranicza. Północ–Południe        | rosyjski        | Siergiej Legieza       | Сказания Меекханского пограничья: Север – Юг                          | ACT                                  | 2016        |
| Opowieści z meekhańskiego pogranicza. Północ–Południe        | ukraiński       | Siergiej Legieza       | Оповістки з Меекханського прикордоння. Північ-Південь                 | Ridna Mova                           | 2019        |
| Opowieści z meekhańskiego pogranicza. Wschód–Zachód          | czeski          | Pavel Weigel           | Šíp a vítr, dýka a moře: příběhy z meekhánského pohraničí             | Laser-books                          | 2013        |
| Opowieści z meekhańskiego pogranicza. Wschód–Zachód          | rosyjski        | Siergiej Legieza       | Сказания Меекханского Пограничья: Восток – Запад                      | ACT                                  | 2016        |
| Opowieści z meekhańskiego pogranicza. Wschód–Zachód          | ukraiński       | Siergiej Legieza       | Оповістки з Меекханського прикордоння. Схід-Захід                     | Ridna Mova                           | 2020        |
| Niebo ze stali. Opowieści z meekhańskiego pogranicza         | rosyjski        | Siergiej Legieza       | Небо цвета стал                                                       | ACT                                  | 2017        |
| Niebo ze stali. Opowieści z meekhańskiego pogranicza         | ukraiński       | Siergiej Legieza       | Оповістки з Меекханського прикордоння. Небо зі сталі                  | Ridna Mova                           | 2021        |
| Pamięć wszystkich słów. Opowieści z meekhańskiego pogranicza | rosyjski        | Siergiej Legieza       | Память всех слов                                                      | ACT                                  | 2018        |
| Każde martwe marzenie. Opowieści z meekhańskiego pogranicza  | rosyjski        | Siergiej Legieza       | Каждая мертвая мечта                                                  | ACT                                  | 2019        |
| Jeszcze jeden bohater                                        | rosyjski        | Siergiej Legieza       | Ещё один герой w: Девятнадцать стражей. На грани миров                | Книжный клуб "Клуб семейного досуга" | 2017        |
| Każdy dostanie swoją kozę!                                   | litewski        | Gintautas K. Ivanickas | Kiekvienas gaus savo ožką                                             | Powergraph                           | 2017        |

## Prace naukowe poświęcone twórczości Wegnera[19]
- Katarzyna Kaczor, Bogactwo polskich światów fantasy. Od braku nadziei ku eukatastrophe, w: Anatomia wyobraźni: 12 esejów o fantazjowaniu w kinie, telewizji, komiksach i literaturze popularnej, red. Sebastian Jakub Konefał, Gdańsk: Gdański Klub Fantastyki/Uniwersytet Gdański, 2014, s. 181-198.
- Piotr Stasiewicz, Między światami. Intertekstualność i postmodernizm w literaturze fantasy, Białystok: Wydawnictwo Uniwersytetu w Białymstoku 2016.
- Katarzyna Kaczor, Z „getta” do mainstreamu. Polskie pole literackie fantasy (1982-2012), Kraków: Universitas, 2017.